# Lomaptera papua
Lomaptera papua är en skalbaggsart som beskrevs av Guérin-Méneville 1830. Lomaptera papua ingår i släktet Lomaptera och familjen Cetoniidae. Utöver nominatformen finns också underarten L. p. lorentzi.